# Club de Fútbol Aurrerá
o Club de Fútbol Aurrerá foi um clube de futebol mexicano que jogou na Liga Amadora do Distrito Federal antes da profissionalização em criação da Primeira divisão mexicana.mandava seus jogos na Cidade do México.

## História
Em 1919,na Cidade do México um grupo de comerciantes e jovens Bascos e Asturianos da Colonia Española y Roma fundaram um clube e o batizaram com o nome da fábrica que os patrocinava,Aurrerá.
Na temporada 1920/21,uma ruptura na Liga Mexicana de Football Amateur Association fez com que fossem realizador dois torneios,o da Liga Mexicana e o da Liga Nacional.O Aurrerá jogou na Liga Nacional,considerada separatista,junto com América,Germania,España,L'Amicale Française,Reforma e Luz y Fuerza.
Na temporada 1923/24 o Aurrerá ingressou na Liga Amadora do Distrito Federal,na época chamada de Liga Central,terminando em quarto lugar.jogaria lá até a temporada 1928/29,quando a liga se extinguiu.nesse período,o Aurrerá normalmente ficava no meio da tabela,nunca passando da quarta posição,normalmente ficando na quinta ou sexta posição.sua pior campanha veio na temporada 1928/29,quando o time terminou em oitavo lugar,com apenas dois pontos.
Em 1931,o clube se juntou à Liga Mexicana del Campo Alianza,junto com Euzkadi,Atlas,Asturias,Club de Fútbol México,Sporting,Marte e Atlante.essa liga aconteceu em um momento de desorganização e falta de dinheiro na Federação Mexicana de Futebol e foi chamada assim porque se utilizava o Parque Alianza para realizar os jogos.a liga foi extinta em 31 de maio de 1931 pela falta de organização.o Aurrerá terminou jogando 6 jogos,vencendo dois,perdendo 4 e marcando 13 gols e sofrendo 14.
A equipe se extinguiu na temporada 1931/32,por falta de condições financeiras.